# Хвалібоґово (Куявсько-Поморське воєводство)
Хвалібоґово (пол. Chwalibogowo) — село в Польщі, у гміні Любень-Куявський Влоцлавського повіту Куявсько-Поморського воєводства.
У 1975-1998 роках село належало до Влоцлавського воєводства.